# 大久保利洋
大久保 利洋（おおくぼ としひろ、1月27日 - ）は、日本の男性声優。東京都出身。アーツビジョン所属。

## 略歴
映像テクノアカデミア卒業。以前はヴィーヴに所属していた。

## 人物
趣味・特技は演劇、演芸鑑賞、指圧。

## 出演

### テレビアニメ
2004年
- KURAU Phantom Memory（ARU隊員）
- NARUTO -ナルト-（番頭、ワサビ一家子分、茶ノ国若侍）
- 魔法少女隊アルス（魔族騎兵A）

2005年
- 英國戀物語エマ（係員）
- ギャラリーフェイク
- ふしぎ星の☆ふたご姫（エストヴァンの父）

2006年
- ARIA The NATURAL（おじさん）
- いぬかみっ!（店主、青果店オヤジ、警官B、半漁人、マッチョA）
- ふしぎ星の☆ふたご姫 Gyu!（肉屋）
- 無敵看板娘（主任）
- ラブゲッCHU 〜ミラクル声優白書〜（カメラマン）

2007年
- 恋する天使アンジェリーク〜心のめざめる時〜（男）
- 天才? Dr.ハマックス（ニュースキャスター、アナウンサー 、大ボス、モブ）

2009年
- 獣の奏者 エリン（トッサ）

2011年
- カードファイト!! ヴァンガード（2011年 - 2012年、龍堂グンジ）- 2シリーズ

2012年
- あらしのよるに 〜ひみつのともだち〜（タヌキ）
- クレヨンしんちゃん（2012年 - 2016年、店長、飼育員A）
- 忍たま乱太郎（忍者）

2014年
- ディスク・ウォーズ:アベンジャーズ（サンダーボール）
- ノブナガン（提督A）

2017年
- アイドル事変（古里）
- エルドライブ【ēlDLIVE】（ダリィ）
- 境界のRINNE（カマ打ちの守護霊）
- ONE PIECE（2017年 - 2022年、白雪男、クロネコ、スケさん）

2021年
- 進撃の巨人（2021年 - 2022年、ローグ） - 2シリーズ

2024年
- アサティール2 未来の昔ばなし（村人）

### 劇場アニメ
- ストレンヂア 無皇刃譚（2007年、武士）

### OVA
- 君が望む永遠 〜Next Season〜（2007年）

### Webアニメ
- リーンの翼（2005年、士官）

### ゲーム
2000年代
- 魔界戦記ディスガイア3（2008年、超勇者オーラム）
- メタルギアソリッド4（2008年）

2010年代
- マブラヴ オルタネイティヴ トータル・イクリプス（2013年、ラファイエット艦長）
- OCTOPATH TRAVELER（2018年）

2020年代
- ゼルダの伝説 ティアーズ オブ ザ キングダム（2023年）

### ドラマCD
- ドラマCD 裏 今度は㋮のつく最終兵器!（2005年、部下C）
- ENDELESS HEAT（2006年、幹部）
- 騎士堂倶楽部（2006年、客）

### 吹き替え

#### 映画
- 50回目のファースト・キス
- 16ブロック ※ソフト版
- スイミング・プール
- ディープ・ブルー ※日本テレビ版
- DENGEKI 電撃 ※日本テレビ版
- ブルーサンダー ※ソフト版
- ペイチェック 消された記憶
- ワンナイト・イン・モンコック
- プラダを着た悪魔（ダグ〈リッチ・ソマー〉）

#### テレビドラマ
- ER XI 緊急救命室 #227（秘書）
- ER XII 緊急救命室 #250（ロスウェル〈バートン・R・バンクス〉）
- CSI:ニューヨーク
- スタートレック:エンタープライズ

#### アニメ
- クラスメイトはモンキー（フロッグ校長）
- KND ハチャメチャ大作戦（モンティ・ウノ）
  - KND ハチャメチャ大作戦 オペレーションZ.E.R.O.（モンティ・ウノ）
- スパイダーマン
- ピンキー&ブレイン

#### テレビ番組
- BS世界のドキュメンタリー 危険な時代に生きる（トーマス・フリードマン）

### シリーズ一覧
1. ↑  The Final Season Part 1（2021年）、The Final Season Part 2（2022年）